# Epic Games Store
Epic Games Store ist eine Internet-Vertriebsplattform für Computerspiele und Software, die von Epic Games entwickelt und betrieben wird.

## Funktionen
Der Shop ist im Browser und über die Launch-Anwendung von Epic Games verfügbar. Funktionen von ähnlichen Internet-Vertriebsplattformen wie Errungenschaften oder die Unterstützung von Virtual-Reality-Headsets sind nicht vorhanden. Der Client unterteilt sich in eine Startseite, den eigenen Online-Shop zum Kauf der Spiele, eine Spielebibliothek, um diese zu verwalten und auszuwählen, die Verwaltung von Freunden und des eigenen Profils, einen Download-Manager sowie den Client-Einstellungen.
Das Unternehmen plant, Entwickler zu unterstützen, die ihre Spiele ausschließlich über ihren Shop veröffentlichen, indem es Umsatzgarantien für Entwickler bietet, die sich dafür entscheiden. Sollte sich ein Spiel also unterdurchschnittlich verkaufen, bezahlt Epic Games die Differenz. Die Preise sind regional verschieden.
Epic Games plante bis Ende 2019 alle zwei Wochen ein kostenloses Spiel anzubieten, um die Vertriebsplattform zu promoten. Diese Aktion wurde 2020 verlängert.
Später soll die Plattform auch die Möglichkeit bieten Spielerbewertungen abzugeben, dies wird jedoch durch die Entwickler entschieden, um Missbrauch durch Massenrezensionen zu verhindern. Bewertungen von OpenCritic werden seit Januar 2020 auf den Spiele-Seiten eingebettet.

## Geschichte
Vor dem Start des Epic Games Store war Valves Distributionsplattform Steam der wichtigste digitale Vertriebskanal für PC-Spiele, obwohl es andere Wettbewerber wie GOG.com, Origin und Uplay gibt. Valve erhebt eine Gebühr in Höhe von 30 % des Verkaufspreises für jedes auf Steam verkaufte Spiel. Zum Zeitpunkt der Einführung von Steam galt dies als angemessen und mit anderen digitalen Vertriebsplattformen wie dem App Store vergleichbar. Im August 2017 schlug Tim Sweeney von Epic Games vor, dass 30 % kein vernünftiger Schnitt mehr sei und dass Valve immer noch profitabel wäre, wenn sie ihren Umsatzanteil auf 8 % senken würden.
Anfang Dezember 2018 kündigte Epic Games an, dass es eine digitale Vertriebsplattform eröffnen wird, um Steam herauszufordern. Epic Games plante mit Valve bei der Gewinnbeteiligung der Spieleentwickler zu konkurrieren: 88 % bei Epic, gegenüber 70 % bei Valve. Epic würde auch auf die übliche 5 % Umsatzgebühr verzichten, die normalerweise für Spiele, die mit der Unreal Engine entwickelt wurden, erhoben wird, wenn sie im Epic Game Store veröffentlicht werden. Nach den Berechnungen von Epic Games reicht der reduzierte Gewinnanteil der Plattform aus, um profitabel zu sein. Epic Games sagte auch, dass sie den über ihre Plattform verkauften Spielen keine Beschränkungen durch die Digitale Rechteverwaltung (DRM) auferlegen würde. Der Epic Games Store eröffnete am 6. Dezember 2018 im Rahmen der Game Awards mit einer Handvoll Spiele und einer kurzen Liste der kommenden Titel. Die Plattform steht zu Anfang für macOS- und Windows-Plattformen zur Verfügung, bevor sie in Zukunft auf Android und andere Plattformen ausgeweitet wird. Epic beabsichtigt eine Vertriebsplattform für Android-Geräte zu veröffentlichen, womit der Google Play Store umgangen wird. Dabei soll diesem mit einer ähnlichen Strategie Konkurrenz gemacht werden. Es wird nur ein Umsatzanteil von 12 % gegenüber Googles 30 % gefordert. Während das Monopol von Apple auf iOS es Epic Games derzeit unmöglich macht, einen eigenen App Store dort zu veröffentlichen, glauben Analysten, dass, wenn Google auf den App Store von Epic reagiert, indem es seinen Anteil reduziert, Apple unter Druck gesetzt wird, diesem Beispiel zu folgen.
Vor dem Start der Vertriebsplattform hatte der Leiter der Veröffentlichungsstrategie, Sergey Galyonkin, Steam Spy betrieben, eine Website, die Daten aus öffentlichen Steam-Profilen sammelte, um Statistiken über den öffentlichen Verkauf zu erstellen. Er betreibt die Seite als Nebenprojekt, nutzte sie aber auch um zu erfahren, was sich die Spiele-Entwickler von Epics Games Store wünschen würden, nämlich weniger soziale Elemente und weniger visuelles Wirrwarr. Die Vertriebsplattform wird bisher von Hand kuratiert, bis er Mitte 2019 für Entwickler eröffnet wird. Tim Sweeney sagte, dass die Mitarbeiter vom Epic Games Store ab diesem Punkt trotzdem noch nötig sein werden, Spiele für die Plattform zu genehmigen. Dieser Prozess “mostly focus[es] on the technical side of things and general quality” (deutsch: „konzentriert sich hauptsächlich auf die technische Seite der Dinge und die allgemeine Qualität“). Epic plant nicht Inhalte, die nur für Erwachsene sind, im Shop zuzulassen. Eine große Nutzerzahl erreichte der Epic Games Store durch das Computerspiel Fortnite, das von über 200 Millionen Spielern gespielt wird. Die Plattform soll zudem durch Influencer auf YouTube und Twitch umworben werden. Gerade einmal 50 % der Fortnite-Spieler nutzen auch Steam.
Im Januar 2019 kündigte Ubisoft seine Pläne an, seine Spiele über den Epic Games Store zu vertreiben, wobei Tom Clancy’s The Division 2 exklusiv auf der Plattform (zusätzlich zur eigenen Vertriebsplattform Uplay) verkauft werden soll, was Ubisoft zum ersten großen Drittanbieter macht, der den Epic Games Store nutzt. Mittlerweile hat sich der Epic Games Store auch einige zeitlich begrenzte Exklusivtitel für den PC gesichert. Weitere Funktionen, die 2019 eingeführt wurden, waren zum Beispiel das Speichern von Spielständen in einer Cloud, ein Offlinemodus, um die Spiele auch ohne Internet spielen zu können, Funktionen für InGame-Käufe (Micro Transactions), das Vorladen von Spielen, die noch nicht veröffentlicht wurden und die Unterstützung von Coupon-Funktionen.
Im Januar 2020 fügte der Epic Games Store Wertungen von OpenCritic auf den einzelnen Spiele-Seiten ein. OpenCritic ist ein Wertungsaggregator von Punktesystemen in der Fachpresse und umfasst keine Nutzerwertungen. Im März 2020 wurde eine Wunschlisten-Funktionen im Store hinzugefügt. Im Mai 2020 veröffentlichte Epic Games den Epic Online Service, der Entwicklern mehr Möglichkeiten für Crossplay und Mehrspielermodi bieten soll.
Der Epic Games Store hat bis Ende 2019 108 Millionen registrierte Benutzerkonten verzeichnet und einen Umsatz von über 670 Millionen US-Dollarn generiert. Mit der Verschenkung von Grand Theft Auto V im Mai 2020 wurden insgesamt bereits 108 Spiele mit einem Kaufwert von 2000 € verschenkt.

## Reaktionen
Der Epic Games Store wurde einige Tage, nachdem Valve eine Änderung der Gewinnbeteiligung von Steam bekannt gegeben hatte, angekündigt. Die Einnahmen von Valve sollten von 30 % auf 25 % reduziert werden, nachdem ein Spiel mehr als 10 Millionen US-Dollar eingebracht hatte und auf 20 % nach 50 Millionen US-Dollar. Mehrere Indie-Spieleentwickler äußerten Bedenken, dass diese Änderung dazu gedacht war, größere AAA-Entwickler und Publisher zu halten und wenig zu tun, um kleinere Entwickler zu unterstützen. Als der Epic Games Store angekündigt wurde, sahen etliche Journalisten ihn als potenziell gefährlich für das aktuelle Modell von Steam. Einige Entwickler haben bereits Pläne angekündigt, Spiele, die sie über Steam veröffentlichen wollten, jetzt ausschließlich über den Epic Games Store zu veröffentlichen oder Zeit-Exklusivität für die Plattform von Epic zu haben, bevor sie auf anderen Diensten erscheinen.

## Kritik
Oft wird von den Nutzern, am Beispiel von Metro Exodus, kritisiert, dass sich der Epic Store Exklusivrechte kauft, auch wenn das Spiel bereits über Steam vorbestellbar war.
Zudem wird kritisiert, dass der Epic Store viele Features nicht hat, welche Steam schon anbietet, wie einen Handelsplatz, den Workshop oder diverse Foren. Es wurde jedoch angekündigt, dass diese und viele mehr bald implementiert würden. (Stand Juni 2019)
Außerdem halten sich Gerüchte, dass der mit 40 % größte Anteilseigner, die Firma Tencent, möglicherweise Nutzerdaten an die chinesische Regierung weitergibt.